# Fauna (godin)
Fauna (dit betekent zoveel als "de goede", "de vriendelijke") was in de Romeinse mythologie een godin die samen met Faunus werd vermeld en bijna volledig met deze overeenkwam in betekenis en eigenschappen. Zij werd gedacht zijn dochter of vrouw te zijn. Zij werd echter al snel geïdentificeerd met Bona Dea.